# キョーリン製薬グループ工場
キョーリン製薬グループ工場株式会社（キョーリンせいやくグループこうじょう）は医薬品の製造を行う杏林製薬の子会社である。

## 概要

### 初代（滋賀県）
元々はシェリング・プラウ株式会社が1977年に設立し、2010年に万有製薬株式会社との合併により改称したMSD株式会社の滋賀工場が母体である。
MSD株式会社がサプライ・チェーンの再構築を行う中で、日本における生産体制を最適化しながら安定した製品供給能力の強化に寄与するものと判断したため譲渡を決定し、一方のキョーリン製薬ホールディングス株式会社（現:杏林製薬株式会社(2代目)）も新工場の建設を含む新たな生産体制の確立、受託及び協同生産による生産高の確保とコストの削減の検討が行われる中で他社の生産工場の設備の譲受並びに生産体制確立に寄与する従業員の雇用が中期経営計画における経営方針に沿うものと判断して譲受が決定。まず、2012年6月にキョーリン製薬ホールディングス株式会社（現:杏林製薬株式会社(2代目)）が譲受後の受け皿となる当社が設立され、同年10月には工場の所有権をMSD株式会社から当社に変更して事業を開始した。
なお、キョーリン製薬ホールディングス株式会社（現:杏林製薬株式会社(2代目)）とMSD株式会社及びMSD株式会社の親会社であるメルク・アンド・カンパニーとは相互共に長年ビジネスパートナーとして良好な信頼関係を構築しており、今回の譲渡・譲受も長年のパートナーシップがあって実現したものである。そのため移管後もMSD株式会社が販売する製品の製造（受託製造）を続けている。

### 現法人
キョーリン製薬グループの生産機能を集約するため、2017年10月に、滋賀県に所在していた初代と同一商号のキョーリン製薬グループ工場株式会社として、東京都に設立された。2018年4月に、杏林製薬の能代工場、キョーリンリメディオの生産本部を承継するとともに、滋賀県の初代・キョーリン製薬グループ工場株式会社を吸収合併した。

## 沿革
- 2012年（平成24年）6月15日 - キョーリン製薬グループ工場株式会社（初代）設立
- 2012年（平成24年）10月1日 - MSD株式会社から滋賀工場を譲り受け、事業を開始[2]
- 2017年（平成29年）10月2日 - キョーリン製薬グループ工場株式会社（現法人）設立
- 2018年（平成30年）4月1日 - キョーリン製薬グループ工場株式会社（現法人）が、吸収分割により杏林製薬株式会社の能代工場及びキョーリンリメディオ株式会社の生産本部を継承するとともに、キョーリン製薬グループ工場株式会社（初代）を吸収合併[3]
- 2020年（令和2年）4月1日 -  キョーリンメディカルサプライ株式会社を吸収合併

## 事業所

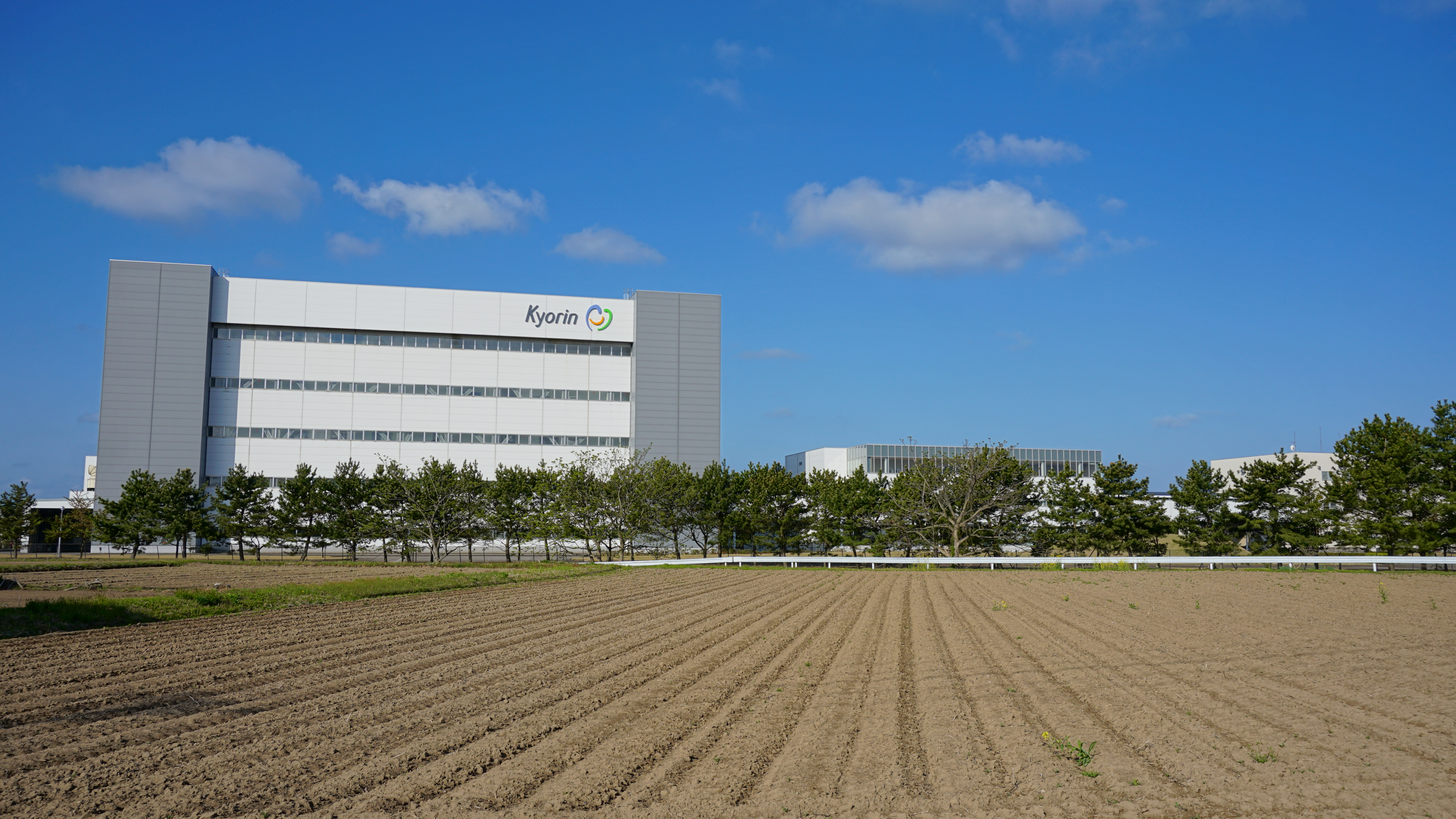
能代工場

- 本社（東京都千代田区）
- 能代工場（秋田県能代市）
- 井波工場（富山県南砺市）
- 高岡工場（富山県高岡市）
- 滋賀工場（滋賀県甲賀市）